# La Esperanza (1844-1874)
La Esperanza fue un diario español publicado entre 1844 y 1874, que defendía la religión católica y la monarquía tradicional. Tuvo por subtítulo «Periódico monárquico», y fue la cabecera más importante de la prensa católico-monárquica española del siglo XIX, siendo considerado el órgano oficioso del carlismo. 

## Historia

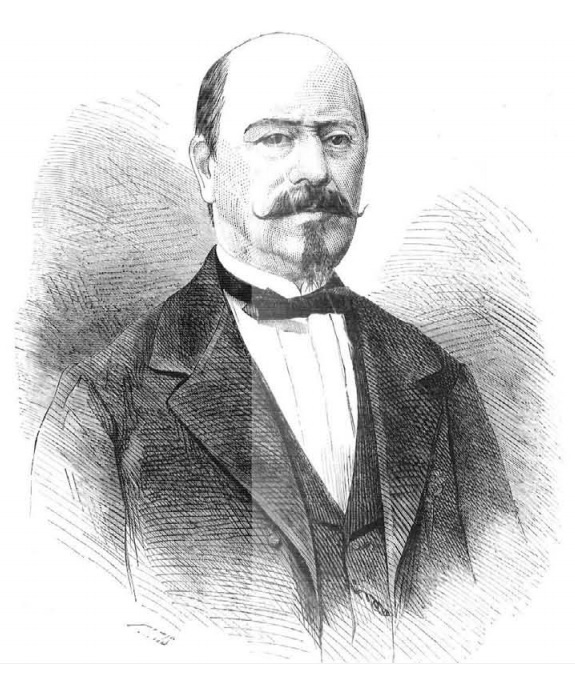
Antonio de Arjona (1810-1873)

El periódico apareció en octubre de 1844, promovido por Antonio de Arjona, militar que había combatido en la primera guerra carlista por el Infante Don Carlos. Pronto se encargó de la dirección Pedro de la Hoz, quien había dirigido anteriormente la Gazeta de Madrid y la Imprenta Nacional desde 1829.
Poco antes de la fundación de La Esperanza, habían aparecido también en Madrid dos efímeros diarios carlistas fundados por el notario Isidro Ortega Salomón, El Reparador y La Monarquía, que habían tenido que suspender su publicación por problemas legales.
Una de las principales misiones del diario consistiría en tratar de lograr la fusión de las dos ramas borbónicas de España, en virtud del matrimonio de Isabel II con su primo el Infante Don Carlos Luis, conde de Montemolín, hijo primogénito de Don Carlos, que había heredado ya, por abdicación de éste, los supuestos derechos que su nacimiento y la muerte de Fernando VII le dieran. Este objetivo fue compartido por el periódico El Pensamiento de la Nación de Jaime Balmes, uno de los principales promotores de dicho matrimonio. Sin embargo, a diferencia de Balmes, La Hoz no era partidario de que Carlos Luis fuese simplemente el rey consorte y postuló la tesis de una unión dinástica como la de los Reyes Católicos, en igualdad de derechos («tanto monta»). La Esperanza sostenía, como expresaría después Carlos Luis en el manifiesto de Bourges (1845), que no se podía tratar de volver todas las cosas al primitivo estado, ni destruir todo lo que los liberales habían destruido, ya que eso era imposible y porque, aunque fuera posible, no sería ese el mejor medio de evitar las revoluciones en adelante.
Según Melchor Ferrer, gracias a la habilidad y el sosiego de su director, La Esperanza pudo seguir publicándose y defendiendo los principios carlistas durante la guerra de los matiners y la insurrección carlista de 1855. No obstante, interrumpió su publicación durante los tres días de la revolución de julio de 1854 (la Vicalvarada).
A principios de la década de 1850, la sociedad España, que mantenía la propiedad del periódico, cedió la misma a Pedro de la Hoz, lo que suscitó un pleito entre Isidro Ortega Salomón (uno de los cofundadores) y el brigadier Antonio Arjona, administrador de la sociedad, que se negaba a hacerlo. Debido a ello, Arjona se separó del periódico y se disgustó con Pedro de la Hoz, aunque se reconciliaría con él pocos años después.

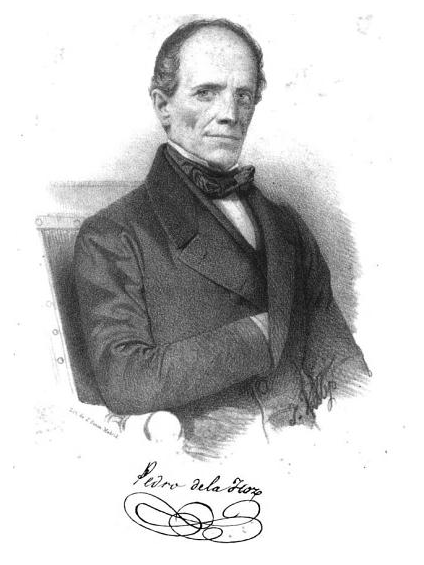
Pedro de la Hoz (1800-1865)

A pesar de la libertad de prensa que propugnaban las instituciones liberales, La Hoz padeció ciertas dificultades debido a la posición de su periódico, llegando a ser encarcelado en 1852 junto con otros directores de prensa. A partir de 1850 y durante casi cinco años, La Esperanza llegó a ser el periódico con mayor circulación de toda la prensa española de la época, siendo considerado el principal ariete de la España católica y contrarrevolucionaria. En el año 1855 se publicaba en cuatro páginas de 58 por 41, a cinco columnas, en la imprenta de La Esperanza, a cargo de Antonio Pérez Dubrull. Ese año era editor responsable Nicolás García Sierra. En 1857 ingresó como redactor Antonio Juan de Vildósola.
En 1857 José Castro y Serrano, periodista de la revista liberal-democrática La América, definía a La Esperanza como «el periódico español que se escribe con mas cuidado, y la empresa periodística mas importante de cuantas se han formado hasta ahora». Según Castro, al enseñar la doctrina del sistema antiguo no de una manera fanática, sino ilustrada y suavizada a tenor de los adelantos del siglo, la denuncia del sistema liberal resultaba atractiva para muchos. El periódico habría logrado «hacer partido de lo que era secta» y que la gran masa del partido proclamase al diario como «sustentador, organizador y fuerte áncora de su existencia». Con estas palabras, Castro y Serrano descría la importancia que tenía el periódico y el mérito de su director:

La Esperanza ha sido y es en España más que un diario; ha sido el núcleo y es la organización misma del partido monárquico puro; ha sido el catecismo y hoy es el código del mando absolutista. Sin La Esperanza no habría entre nosotros más que partido «despótico», y sabida es la pobre significación que en nuestros jóvenes oídos tiene ya esa palabra: con La Esperanza hay hoy en España verdadero y temible partido absolutista. También este prodigio es obra de un solo hombre, ¡tales serán su constancia y su talento! Un día, cuando vencidos los carlistas en el campo de Vergara por la política y por las armas; cuando vencedor el bando liberal por la idea y por los hechos con la aquiescencia implícita de los gobiernos despóticos de Europa, se veía desfallecer al partido absolutista aplanado con tantas catástrofes, ese día, decimos apareció La Esperanza en el campo del periodismo español, para infundir con su solo nombre aliento entre las huestes dispersas, y para tomar de la tienda de sus propios enemigos, armas con que combatirlos y disputarles su victoria.

Al producirse el desembarco carlista de San Carlos de la Rápita en 1860, El Diario Español y otros periódicos ministeriales u oposicionistas como La Discusion, requirieron a La Esperanza que condenara la rebelión del General Ortega, a lo que Pedro de la Hoz contestó con un célebre «no nos da la gana». Por este asunto, el periódico fue denunciado y condenado, por lo que el director, La Hoz, y el primer redactor, Antonio Juan de Vildósola, tuvieron que pagar una multa.
Tras la muerte del Conde de Montemolín en 1861, los derechos de la dinastía carlista pasaron a don Juan de Borbón y Braganza, de pensamiento liberal y partidario del principio de soberanía nacional. La Esperanza se puso entonces en su contra y en un primer artículo del periódico Pedro de La Hoz manifestó que «la causa carlista (...) podrá rejuvenecerse en los dos hijos de D. Juan, sobrinos carnales de la esposa de Enrique V de Borbón de Francia, primos del Emperador Francisco José», afirmando de Don Juan que:

Revolucionario, don Juan no necesita, para aspirar al trono de España, más títulos que los de la Revolución con que ha contado para sus empresas fuera del Piamonte Víctor Manuel: monárquico, ya debe de saber que la España católica le mira como á demente; ya debe de saber, y, si no, ahora se lo anunciamos nosotros, que primero que entregarse á él en tal estado, se haría republicana: medio, al fin, que, sobre librarla de las luchas, convulsiones y angustias continuas de cualquiera monarquía irreligiosa y puramente nominal, no la quitaría la esperanza de ver conservarse por tiempo indefinido en su seno, como sucede, por ejemplo, en Chile y en Méjico, la dominación, ó, á lo menos, la preponderancia del sentimiento católico.

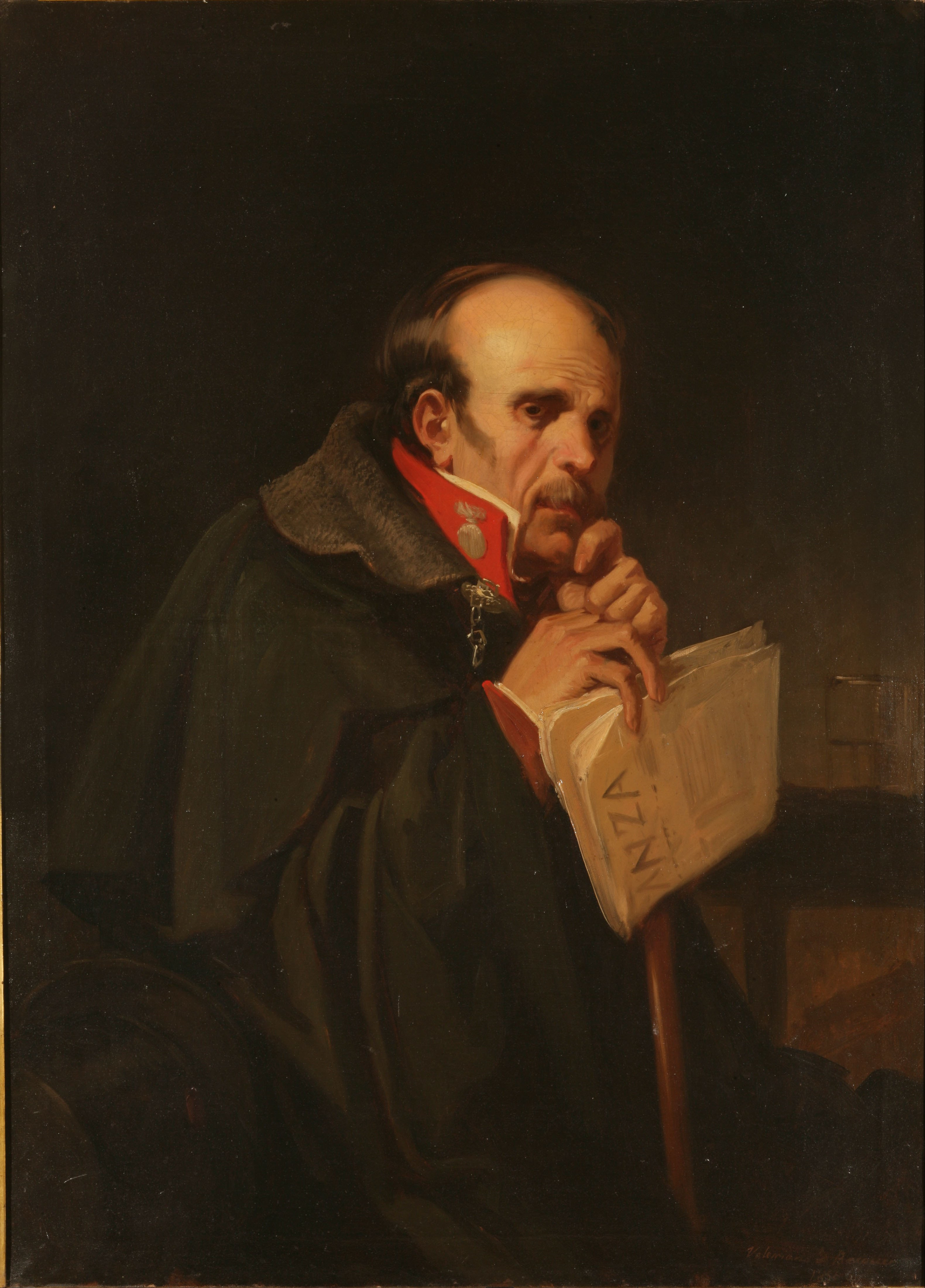
El carlista de La Esperanza (también El conspirador carlista), de Valeriano Domínguez Bécquer, 1856.

En cuanto a la cuestión sucesoria, finalmente sería la viuda de Carlos V, la Princesa de Beira, quien la aclarase, y el 25 de septiembre de 1864 La Esperanza publicaba su «Carta a los españoles», en cuya redacción intervinieron Pedro de la Hoz y José Caixal, obispo de la Seo de Urgel, desautorizando al príncipe Juan y proclamando por primera vez al primogénito de éste, Carlos VII. Esta carta produjo gran conmoción, no sólo entre los carlistas, sino también en otros sectores católicos de la sociedad española, convencidos de que la monarquía isabelina no tardaría en caer.
Al producirse la muerte de Pedro de la Hoz en 1865, sucedieron en la dirección del periódico su hijo, Vicente de la Hoz y de Liniers, y su yerno, Antonio Juan de Vildósola.
En 1866 el periódico fue obligado por el gobierno a publicar una declaración de que los derechos de Isabel eran legítimos y que acataba la constitución vigente. Eran los tiempos en que no se podía aludir a los príncipes Carlos y Alfonso sin incurrir en sanción por la censura, y el nuevo director, Vicente de la Hoz, recurrió al eufemismo de llamarles «los Niños Tersos», expresión que más adelante emplearían los liberales para designar a Don Carlos en tono despectivo.
Tras la revolución de 1868, el diario fue uno de los principales opositores a la libertad de cultos promovida por el gobierno revolucionario; en 1869 la Imprenta de La Esperanza editó una obra de 363 páginas titulada «Petición dirigida a las Cortes Constituyentes en favor de la unidad católica de España». Vicente de la Hoz participaría en la Asamblea carlista de Vevey del 18 de abril de 1870 y en la conspiración que precedió a la tercera guerra carlista.
Durante el Sexenio Revolucionario aparecieron otros periódicos abiertamente carlistas en Madrid y muchos más en provincias. Ello suscitaría alguna que otra disputa interna. Según el P. Ángel Tineo Heredia, La Esperanza adolecía entonces de cierto ánimo exclusivista dentro del carlismo, no pudiendo soportar sus directores que hubiese otros periódicos carlistas que le hiciesen competencia, a excepción de El Católico (1840-1857), periódico más religioso que político que había sido considerado satélite de La Esperanza.
En diciembre de 1870 el periódico fue denunciado y el redactor José María Fauró procesado. Se le exigieron primero 8.000 reales de fianza, y luego se le hizo un embargo por valor de 1.000 duros y se le condenó a seis años de destierro y costas.

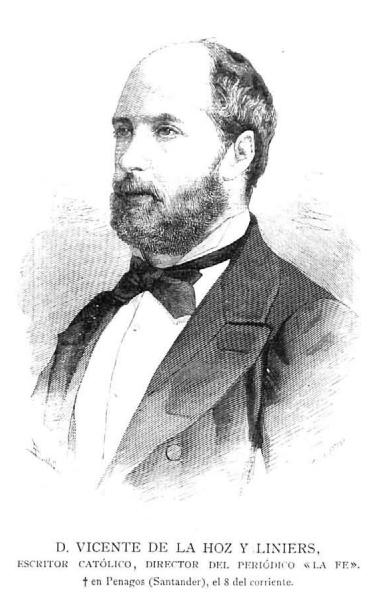
Vicente de la Hoz y Liniers (1841-1886).

En 1871 su tamaño era de 63 por 44. Publicaba en este año dos ediciones: una para Madrid, grande, del tamaño antes citado, y otra económica, de 49 por 34 centímetros. La suscripción para Madrid costaba tres pesetas al mes, y la económica de provincias, dos pesetas.
Tras el estallido de la tercera guerra carlista en abril de 1872, Vicente de la Hoz y Antonio Juan de Vildósola fueron encarcelados, a pesar de su inviolabilidad como diputados electos. Serían liberados semanas después, tras el convenio de Amorebieta, por mediación de Nicolás Rivero.
Al proclamarse la Primera República meses después, La Hoz y Vildósola fueron citados por el ministro de Estado Emilio Castelar, a quien le informaron de que conocían el paradero de Don Carlos y que podían comunicarle lo que les propusiera. Castelar ofreció a los carlistas un indulto general, cien diputados y libertad de acción en el régimen republicano, a cambio de que depusieran las armas. Aunque La Hoz y Vildósola hubieran aceptado la propuesta de Castelar, dudaban por un lado que pudiese cumplir lo que ofrecía y, por otro, la conspiración estaba avanzada y los ánimos de los carlistas eran difíciles de contener, por lo que la guerra continuó. Los siguientes días fueron de continua zozobra y alarma para los directores de La Esperanza, cuyas vidas peligraban. Recibieron avisos que les obligaron a mantenerse semanas enteras alejados de su casa y a permanecer escondidos. A mediados de junio de 1873 salieron de Madrid.
El diario no tendría interrupción hasta ser clausurado, junto con los demás diarios carlistas de Madrid (La Regeneracion, El Pensamiento Español y La Reconquista), así como la prensa cantonal, tras el golpe de Estado de Pavía y el ascenso al poder del general Francisco Serrano en 1874. Este pronunciamiento daría fin al Sexenio Democrático, dando paso un año después, tras el pronunciamiento de Martínez Campos, a la restauración de la monarquía parlamentaria de Alfonso XII. Fue entonces cuando Vildósola pudo fundar un nuevo periódico carlista, La Fé (1875-1891), al que se incorporó Vicente de la Hoz tras regresar del exilio en 1877.

## Folletín e imprenta deLa Esperanza
En la parte literaria, el diario La Esperanza se propuso reproducir en su folletín novelas que exaltasen la virtud y la compasión con autores como el cervantino Walter Scott y otros anglosajones como Edward Bulwer-Lytton, Washington Irving, Charles Dickens, Frederick Marryat o G. P. R. James, cuyas producciones literarias eran de «moralidad, instrucción y agrado», rechazando expresamente otros novelistas de la época como Eugène Sue, George Sand o Victor Hugo, cuyas obras fueron calificadas por el periódico como «monstruosos engendros transpirenaicos». Muchas de las novelas publicadas eran traducidas al castellano por redactores del periódico como T. B. Bereterrechea.  

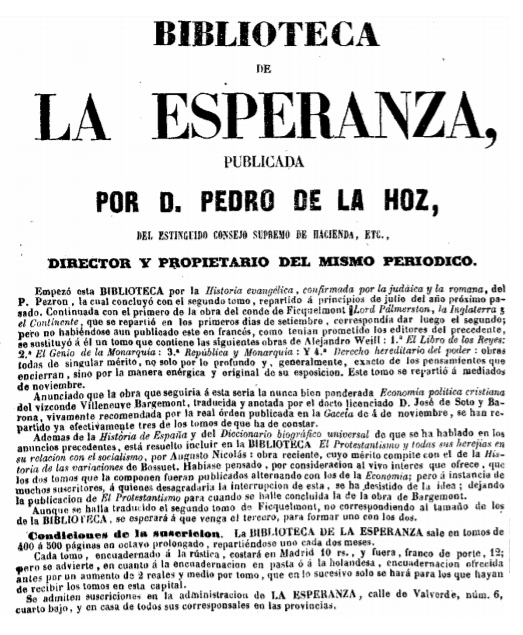
Anuncio de la Biblioteca de La Esperanza (1853)

En la imprenta de La Esperanza, a cargo de Antonio Pérez Dubrull y situada primero en la calle de Valverde, núm. 6, y luego en la calle del Pez, núm. 6, se imprimieron también en tomos varias obras que fueron incluidas en la «Biblioteca de La Esperanza»: Historia evangélica, confirmada por la judaica y la romana (1852), en dos tomos, del P. Paul Pezron; Lord Palmerston, la Inglaterra y el Continente (1852), por el conde de Ficquelmont; El libro de los Reyes (1852), Genio de la monarquía (1852), República y monarquía (1852) y Derecho hereditario del poder (1852), por Alexandre Weill;  Economía política cristiana (1852-1853), en cinco tomos, por el vizconde Alban de Villeneuve-Bargemont; y Del Protestantismo y de todas las herejías en su relacion con el socialismo (1853), por Auguste Nicolas.
Posteriormente se publicaron libros como La realidad de la vida (1858), por Matilde Froment; Coleccion de los artículos de La Esperanza sobre la historia del reinado de Carlos III en España (1858), por Antonio Ferrer del Río; El perfume de Roma (1862), por Louis Veuillot; Vidas de los Mártires del Japon (1862), por Eustaquio María de Nenclares; La Revolucion (1863), por Monseñor Segur; Conferencias del Rdo. P. Félix, en la Santa Iglesia Metropolitana de Nuestra Señora de París durante la Cuaresma de 1866; El Paladín de Cristo (1865), por José Gras y Granollers; La dolorosa Pasion de N. S. Jesucristo, según las meditaciones de Sor Ana Catalina Emmerich (1865); o Advocaciones, virtudes y misterios de María Santísima (1866), por el presbítero Felipe Velázquez y Arroyo.
Otras de las obras impresas en la imprenta de La Esperanza serían de carácter más marcadamente carlista, especialmente durante el Sexenio Revolucionario, como Tres escritos políticos de Pedro de la Hoz publicados en 1844 (1855); Biografía de D. Pedro de la Hoz (1866), por José María Carulla; La solución española en el rey y en la ley (1868) y Las apariencias y la realidad de la fusión dinástica (1869), por Antonio Juan de Vildósola; Peticion dirigida a las Cortes Constituyentes en favor de la unidad católica de España (1869), por la Junta Superior de la Asociación de Católicos de España; La cuestion dinástica (1869), por Fray Magín Ferrer; Los liberales sin máscara (1869), por Valentín Gómez; El Romancero español de Cárlos VII (1869) y El Romancero español de la Reina Margarita (1870). El diario vendía además en su Administración obras de contenido histórico carlista que servían para reforzar en sus lectores sus convicciones católico-monárquicas, como Vida y hechos de Don Tomás Zumalacárregui (1845), por Juan Antonio de Zaratiegui; Recuerdos histórico-político-legales sobre la autoridad de los Reyes y Cortes de España, conforme a sus antiguas leyes fundamentales (1845), por el monárquico T. M.; o Historia de la emigracion carlista (1846), por Rafael González de la Cruz.
La imprenta de La Esperanza editó también otras publicaciones periódicas, como La España teatral (1856), el Calendario de La Esperanza (1859-1874), el Semanario de los devotos de María (1865-1870) o la revista hispano-americana Altar y Trono (1869-1872).

## Colaboradores
Según Eugenio Hartzenbusch, entre sus principales redactores estaban Luis del Barco, José María Carulla, José Indalecio Caso, José María Fauró (quien también fue director accidental), Nicolás García Sierra, Mariano de Godoy, Juan González Medel, José Hernández, Antonio Juan Vildósola y José del Villar. Navarro Cabanes menciona asimismo como redactores a José Cosgaya (administrador en 1870) y Francisco Isla.
También colaboraron en La Esperanza Francisco Navarro Villoslada, el cardenal Antolín Monescillo, Juan Manuel Orti y Lara, Miguel de Neira y López, Valentín de Novoa, Luis de Mon y Velasco (conde del Pinar), Francisco Hevia, Félix Álvarez Villamil, Dolores Cabeza y Heredia (1857), José Doncel Orgaz, Pedro Agustín de Echevarri, Carlos Ramón Fort y Pazos (catedrático de Derecho), Luis Trelles y Noguerol, Antonio Aparisi y Guijarro, Francisco Martín Melgar, Ramón Ortiz de Zárate (1871) y Benito Núñez Porcelledo (1872), entre muchos otros.

## Curiosidades
En 17 de febrero de 1869 La Esperanza reprodujo en sus columnas el siguiente pasquín, aparecido en la Puerta del Sol de Madrid en 1838: 

¿Qué nos dejó Carlos III? Mucho dinero.

¿Y Carlos IV? Algún que otro cuarto.
¿Y don Fernando? Metidos en un gran fandango.
¿Y doña María Cristina? Será nuestra total ruina.
¿Y doña Isabel II? Hará que la España se hunda.

¿Y los nuevos regeneradores? Serán los ejecutores.